# Willisov arterijski prsten
Willisov arterijski prsten (lat. circulus arteriosus cerebri) je prsten krvnih žila koji opskrbljuje oksigeniranom krvlju središnji živčani sustav, a nastaje spajanjem grana obje nutarnje arterije glave (lat. arteria carotis interna) s granama osnovične arterije (lat. arteria basilaris).
Arterijski prsten je dobio ime prema engleskom liječniku Thomas Willisu (1621–1673).

## Sastavnice
- prednja mozgovna arterija, lijeva i desna - lat. arteria cerebri anterior
- prednja spojna arterija - lat. arteria communicans anterior
- nutarnja arterija glave, lijeva i desna  - lat. arteria carotis interna) (tj. srednja mozgovna arterija, lat. arteria cerebri media)
- stražnja mozgovna arterija, lijeva i desna - lat. arteria cerebri posterior
- stražnja spojna arterija - lat. arteria communicans posterior